# Ahmad Tajuddin
Duli Yang Maha Mulia Sultan Ahmad Tajuddin Akhazul Khairi Waddien ibni Almarhum Sir Sultan Mohammad Jamalul Alam II (conocido como Sultán Ahmad Tajuddin) KBE (4 de junio de 1913 – 4 de junio de 1950) fue el 27.º sultán de Brunéi desde el 1 de septiembre de 1924 hasta su muerte en 1950.

## Títulos y tratamientos
Esta tabla aún no está actualizada. Puedes contribuir aportando información sobre títulos y tratamientos de esta persona.

## Distinciones honoríficas[2]
- Compañero de la Orden de San Miguel y San Jorge (Reino Unido, 01/03/1940).
- Caballero Comandante Honorario de la Excelentísima Orden del Imperio Británico (Imperio Británico, 20/09/1949).
- Medalla Conmemorativa del Jubileo de Plata del Rey Jorge V (Reino Unido, 06/05/1935).
- Medalla Conmemorativa de la Coronación del Rey Jorge VI (Reino Unido, 12/05/1937).